# Гонения на евреите
Гонения на евреите са се състояли многократно в разнообразни географски местоположения.

### След влизането на Помпей Велики в Светая Светих и установяването на империума
Противниците на евреите в Римската империя ги обвиняват за нежеланието им да участват в общите езически ритуали.

## През Средновековието и новото време
Във Византия евреите били заподозрени, че са в основата на иконоборството.
В Персия през XIV век шахът издава заповед евреите да се явяват на обществени места с голямо парче дърво на гърба си, което на практика ги принуждавало да си стоят само по къщите.